# Флаг Орла
Флаг Орла́ — официальный символ муниципального образования «Город Орёл» Орловской области Российской Федерации.
Флаг утверждён 29 января 1998 года. 16 июня 2010 года состоялось расширенное заседание рабочей группы по разработке нового герба, флага и иных официальных символов муниципального образования «Город Орёл».

## Описание
Флаг города Орла представляет собой прямоугольное полотнище из двух вертикальных полос: левой (у древка флага) — синего цвета и правой — красного цвета. Отношение размеров полос 1:9. В центре красной полосы расположено цветное изображение герба города Орёл. Ширина герба составляет 1/3 часть от ширины красной полосы. Высота герба составляет 3/5 высоты красной полосы. В верхнем левом углу красной полосы расположено изображение золотых скрещённых серпа и молота и над ними красной пятиконечной звезды, обрамлённой золотым контуром. Ширина изображения серпа, молота и звезды составляет 1/9 красной полосы, высота — 1/3 высоты красной полосы. Отношение ширины флага к его длине — 3:5.

## Обоснование символики

Флаг РСФСР (1954—1991)

В основу флага положен флаг РСФСР образца 1954 года.
Герб города Орла, изображённый на флаге, представляет собой исторический герб, утверждённый 16 (27) августа 1781 года (с последующими изменениями) и имеющий следующее описание: «В синем поле белый город, на воротах которого чёрный одноглавый орёл».

## Проект 2010 года

В 2010 году Геральдическим Советом при Президенте Российской Федерации был одобрен и рекомендован к принятию проект флага города, основанный на историческом гербе Орловского полка 1730 года.